# Grapholita packardi
Grapholita packardi es una especie de polilla del género Grapholita, tribu Grapholitini, familia Tortricidae. Fue descrita científicamente por Zeller en 1875.
La envergadura es de unos 8-10,5 milímetros. Se distribuye por América del Norte: Estados Unidos.